# Поперечне (Кропивинський округ)
Попере́чне (рос. Поперечное) — село у складі Кропивинського округу Кемеровської області, Росія.

## Населення
Населення — 195 осіб (2010; 250 у 2002).
Національний склад (станом на 2002 рік):
- росіяни — 91 %